# Las Tunas

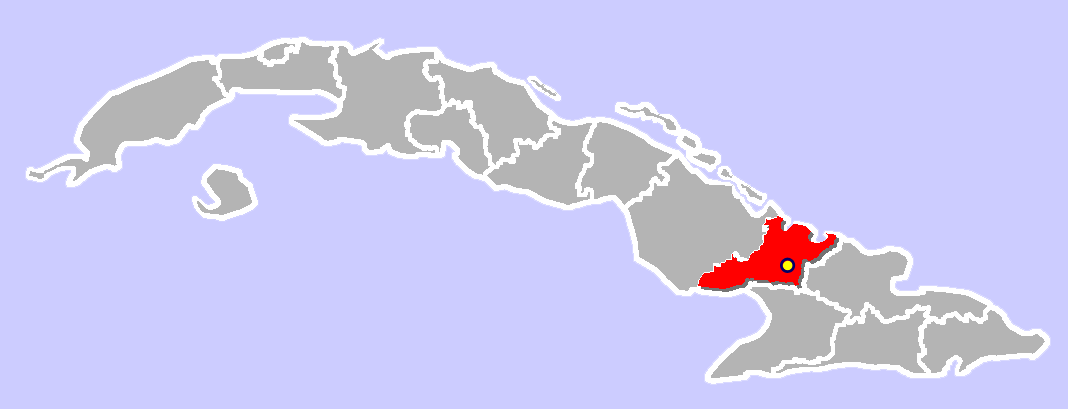
Localização de Las Tunas

Las Tunas (no passado Victoria de Las Tunas) é um município e cidade do centro-leste de Cuba, capital da província de Las Tunas.
A cidade de Las Tunas está localizada ao longo da Carretera Central (estrada), entre as cidades de Camagüey, Holguín e Bayamo.

## Geografia
- Latitude: 20° 57' 42" Norte
- Longitude: 76° 57' 4" Oeste
- Altitude: 92 metros

## Demografia
- Censo 1981: 84.749
- Censo 1991: 124.483
- Censo 2002: 143.582